# (5331) Erimomisaki
(5331) Erimomisaki es un asteroide perteneciente al cinturón de asteroides, descubierto el 27 de enero de 1990 por Kin Endate y el también astrónomo Kazuro Watanabe desde el Observatorio de Kitami, Hokkaidō, Japón.

## Designación y nombre
Designado provisionalmente como 1990 BT1. Fue nombrado Erimomisaki en homenaje al cabo Erimo (Erimo-misaki) en el extremo sur de Hokkaidō. Las corrientes cálidas y frías, cruzadas entre sí cerca del promontorio, traen fuertes vientos y espesa niebla.

## Características orbitales
Erimomisaki está situado a una distancia media del Sol de 2,763 ua, pudiendo alejarse hasta 3,845 ua y acercarse hasta 1,682 ua. Su excentricidad es 0,391 y la inclinación orbital 12,09 grados. Emplea 1678,13 días en completar una órbita alrededor del Sol.
Los próximos acercamientos a la órbita de Júpiter se producirán el 15 de mayo de 2065, el 21 de septiembre de 2125 y el 12 de febrero de 2148, entre otros.

## Características físicas
La magnitud absoluta de Erimomisaki es 12,6. Tiene 9,208 km de diámetro y su albedo se estima en 0,202. 